# 赤獴
赤獴（学名 Urva smithii） 是一种生活在印度半岛和斯里兰卡的山林中的獴科动物。
赤獴的皮毛呈褐色且粗糙，后躯较长，但身体其他部位较短。尾巴长36厘米（14英寸）。雄性比雌性更大更重，体重为2.2公斤（4.9 磅）；雌性体重约1.2公斤（2.6磅）。